# 200 Motels (soundtrack)
200 Motels OST je soundtrack od Franka Zappy k filmu 200 Motels.

## Seznam skladeb

### Strana1
- 1. "Semi-Fraudulent/Direct-From-Hollywood Overture" 2:01
- 2. "Mystery Roach" 2:32
- 3. "Dance of the Rock & Roll Interviewers" 0:48
- 4. "This Town Is a Sealed Tuna Sandwich" (Prologue) 0:55
- 5. "Tuna Fish Promenade" 2:29
- 6. "Dance of the Just Plain Folks" 4:40
- 7. "This Town Is a Sealed Tuna Sandwich" (Reprise) 0:58
- 8. "The Sealed Tuna Bolero" 1:40
- 9. "Lonesome Cowboy Burt" 3:54

### Strana 2
- 1. "Touring Can Make You Crazy" 2:54
- 2. "Would You Like a Snack?" 1:23
- 3. "Redneck Eats" 3:02
- 4. "Centerville" 2:31
- 5. "She Painted up Her Face" 1:41
- 6. "Janet's Big Dance Number" 1:18
- 7. "Half a Dozen Provocative Squats" 1:57
- 8. "Mysterioso" 0:48
- 9. "Shove It Right In" 2:32
- 10."Lucy's Seduction of a Bored Violinist & Postlude" 4:01

### Strana 3
- 1. "I'm Stealing the Towels" 2:15
- 2. "Dental Hygiene Dilemma" 5:11
- 3. "Does This Kind of Life Look Interesting to You?" 2:59
- 4. "Daddy, Daddy, Daddy" 3:11
- 5. "Penis Dimension" 4:37
- 6. "What Will This Evening Bring Me This Morning" 3:29

### Strana 4
- 1. "A Nun Suit Painted on Some Old Boxes" 1:08
- 2. "Magic Fingers" 3:53
- 3. "Motorhead's Midnight Ranch" 1:28
- 4. "Dew on the Newts We Got" 1:09
- 5. "The Lad Searches the Night for His Newts" 0:41
- 6. "The Girl Wants to Fix Him Some Broth" 1:10
- 7. "The Girl's Dream" 0:54
- 8. "Little Green Scratchy Sweaters & Corduroy Ponce" 1:00
- 9. "Strictly Genteel (The Finale)" 11:08

### Bonusy na CD
- 1. "Coming Soon!" (Cut 1) 0:56
- 2. "The Wide Screen" (Cut 2) 0:57
- 3. "Coming Soon!" (Cut 3) 0:31
- 4. "Frank Zappa's 200 Motels" (Cut 4) 0:11
- 5. "Magic Fingers" (Single Edit) 2:57
- 6. "Original Theatrical Trailer" (ENHANCED TRACK) 3:28

## Sestava
- Jimmy Carl Black – Zpěv
- George Duke – Pozoun, klávesy
- Aynsley Dunbar – Bicí
- Howard Kaylan – Zpěv
- Martin Lickert – Baskytara
- Patrick Pending – Liner Notes
- Jim Pons – Hlasy
- Royal Philharmonic Orchestra
- Cal Schenkel – Design
- Ian Underwood – Klávesy, dřevěné nástroje
- Ruth Underwood – Perkuse
- Mark Volman – Zpěv, fotograf
- Frank Zappa – Baskytara, kytara, producent